# Umberto Righetti
Umberto Righetti (Bologna, 9 novembre 1923 – 20 giugno 2012) è stato un politico italiano.

## Biografia
Esponente del Partito Socialista Democratico Italiano. Viene eletto alla Camera dei Deputati nel 1963 nella IV legislatura, venendo riconfermato anche dopo le elezioni politiche del 1968 con il PSI-PSDI Unificati e poi nuovamente nel 1972 con il PSDI. Termina il proprio mandato parlamentare nel 1976.